# 溶江镇
溶江镇，是中华人民共和国广西壮族自治区桂林市兴安县下辖的一个乡镇级行政单位。

## 行政区划
溶江镇下辖以下地区：
溶江镇街道社区、一甲村、廖家村、莲塘村、车田村、千家村、五甲村、半圩村、富江村、司门村、龙源村、茶源村、中洞村、永安村、新文村、佑安村、塔边村和坪寨村。